# Regionální geografie
Regionální geografie je geografická vědní disciplína, která „má podávat výstižný a ucelený obraz pozorované oblasti po stránce přírodní i společenské, má v sobě slučovat výsledky fyzické i socioekonomické geografie a kromě toho ještě vyjádřit podstatné rysy společenského vývoje a zvláštností obyvatelstva.“ 

## Další definice
- „Regionální geografie je komplexní disciplína zabývající se uspořádáním věcí a vztahů v prostoru.“ [2]
- „Regionální geografie zkoumá vzájemné vztahy mezi přírodním prostředím a lidskou společností v konkrétních územích – oblastech neboli regionech. Objektem zkoumání regionální geografie jsou nezaměnitelné celky krajinné sféry vymezené postupem nazývaným regionalizace.“ [3]
- „Regionální geografie se zabývá způsobem, jakým unikátní kombinace environmentálních a humánních faktorů vytvářejí území s charakteristickou krajinou a kulturními atributy.“ [4]
- „Regionální geografie zkoumá regionální systémy, tj. vztahy mezi přírodním prostředím a společností v daném regionu. V regionech pak sleduje prostorové uspořádání (strukturu) a vzájemné vazby složek přírodní a sociální sféry.“ [5]
- Odlišnější pojetí má Slovník humánní geografie [6]: „Regionální geografie rozděluje zemských povrch na regiony.“ Přitom v daném případě de facto ztotožňuje pojem regionální geografie s pojmem „regionalizace“, tj. s rozdělením území/krajiny na menší celky.

## Historie disciplíny
„Hlavní dílo regionální geografie po dobu sto let byl Úvod do staré i nové geografie (lat. Introductio in Universum geographiam tam Veterem quam Novam) od Phillippa Clüvera z roku 1629. Dílo potom vycházelo v četných dalších vydáních, v kterých je různí autoři opravovali a doplňovali. Např. Johanes Bruno, profesor v Lüneburgu, vydal spis v letech 1661 – 1678 čtyřikrát. Naposledy jej vydal Antoine-Augustin Bruzen de la Martinière roku 1729. Po stručném úvodu o matematickém a fyzickém zeměpisu následuje líčení chorografické, vyznačující se stálým protikladem moderního a antického zeměpisu regionálního, který měl právě v Clüverovi jednoho z prvních pěstitelů. Clüver byl i autorem základních děl o historické geografii antického světa. Je to Germanica antiqua (1616), Sicilia antiqua (1616) a Italia antiqua (1624) vydaná posmrtně.
Následujících cca 150 let vývoje regionální geografie je pak spjato s celkovým vývojem geografie a tudíž s vlivem tehdejšího významného geografa: Jeana Baptiste Bourguignon d'Anville. Vliv měl i přírodovědně zaměřený Alexander von Humboldt uznávaný především v německy hovořících zemích, který nicméně působil i ve Francii, nebo Carl Ritter.
Jean Baptiste Bourguignon d'Anville (1697 – 1782) patřil k průkopníkům něčeho, co bychom dnes nazvali ověřováním informací, jejich aktualizací a kritickému myšlení při popisu krajinných celků. Řadil se především ke kartografům a při mapové tvorbě prosazoval vynechávání neověřených fakt (zakreslování různých „Eldorád“ nebo „bájných národů“), což se zákonitě projevovalo i v regionální geografii. Svým působením způsobil přesun hlavního vývoje regionální geografie z německy hovořícího prostředí do francouzského.
Přesto se po určitém mezidobí v 19. století objevil i další významný regionální geograf německý. V Sasku (po roce 1871 začleněném do Německa) publikoval profesor Alfréd Hettner (1859 – 1941) své studie o chorologii, tedy o příčinných vztazích mezi zeměpisnými úkazy uvnitř zeměpisného regionu. „Cílem chorologie je znalost znaků regionů a míst skrz chápání jejich společné existence a vzájemných vztahů mezi různými oblastmi reality a jejich rozmanitých variet, a chápání zemského povrchu celkově v jeho aktuálním uspořádání kontinentálně, regionálně a místně.“ 
V té době už ovšem přesahuje význam německé regionální geografie regionální geografie francouzská. Mezi její zakladatele patří částí svých prací Paul Vidal de la Blache (1845 – 1918). Vidal se zabýval i geopolitikou a v tomto směru jej ovlivnil především Friedrich Ratzel působící v téže době v německém prostředí. Jeho definice posibilismu (prostředí ovlivňuje člověka, ale kulturu si vytváří člověk sám ve spolupráci s dalšími lidmi a může s ní změnit své prostředí) hrála a stále hraje důležitou roli v kulturní geografii, kterou jakožto část regionální geografie metodologicky rozvinul. V tom se jeho postoj odlišoval od geografického (environmentálního) determinismu (závislost na prostředí) a blížil se více indeterminismu. Význam Vidala ovšem spočíval i v podpoře vydání a řízení poměrně obsáhlé regionálně geografické studie Géographie universelle, česky vydané pod názvem Zeměpis světa roku 1930. Vidal jeho vznik naplánoval v roce 1910, ale vyšlo až posmrtně postupně mezi roky 1927 – 1948. Ve své době se jednalo o revoluční regionálně geografické dílo tvořené patnácti svazky, z nichž některé bylo ovšem nutné ještě znovu rozdělit na dva. Šlo v podstatě o první komplexní regionální geografii světa, která vytvořila pomyslný „kmen“ pro všechny regionální geografie následující, patřičným způsobem aktualizované.

## Současné problémy
V posledních letech čelí regionální geografie tendencím neustále zmenšovat obsah jejího výzkumu z globálních/regionálních měřítek na měřítka lokální. Regionální geografové musí často obhajovat pozici svého předmětu proti názorům, že globalizace svým důrazem na malé lokality znamená „Konec geografie“ . Za začátek tohoto, pro regionální geografii nepříznivého období, lze považovat 90. léta 20. století, kdy představa globální konvergence všech obyvatel, myšlenka vzniku světové panvesnice a teorie o konci „odlehlosti“ (každé místo na Zemi je snadno dostupné) vedl mnoho geografů k názoru, že širší pohledy na svět a krajinu jsou už zastaralé a nepotřebné. Představa, že celý svět se od sebe v podstatě neliší a regionální geografie tedy nepopisuje (ekonomické, politické, sociální, fyzické...) rozdíly ale důsledky jednoho procesu, pak nastartoval rozvoj dílčích geografických disciplín (geografii měst a vesnic, geografii průmyslových oblastí, geografii jazyků...) a regionální geografii naopak oslabil, protože ji odsunul do pozadí. Přitom proti těmto názorům se záhy postavily jiné, které upozorňovaly, že svět přece není jediná globální „výrobní hala“, že globalizace nutně neznamená zánik národních států ani rozdílů mezi regiony . Nicméně nedostatek dialogu mezi regionálními geografy vedl k tomu, že otázka budoucnosti celé disciplíny trvá .
Jedním z důvodů může být prostá skutečnost, že pro geografy je přitažlivější (mediálně, finančně...) politická ekonomie, ekologie a další hraniční disciplíny . Eurocentralismus, tj. vytváření jednotných evropských struktur, rovněž působil negativně na regionální geografii. Tlak na řešení společných problémů a definování společných, panevropských, úspěchů vytlačoval regionální geografii všímající si naopak rozdílů. Wei , zabývající se regionální geografií Číny, v této souvislosti hovoří dokonce o krizi morálky regionálních geografů, kteří preferují, aby je nazývali systematickými (ekonomickými, humánními, sociálními atp.) geografy a nikoliv regionálními. Proto hovoří o nutnosti revitalizovat regionální geografii. Tvrdí, že geografie nedokáže řešit problémy světa jen systémově, bez hluboké znalosti světových regionů. Jejich výhodou, podle něj, je, že regionální geografové píší články a knihy pro široké publikum.

## Postmoderní regionální geografie
Shromažďování dat, jejich setřídění a výstupy dlouhou dobu představovaly silnou stránku regionální geografie. Na základě těchto dat mohly vznikat a skutečně vznikaly a vznikají nové disciplíny, nové systematické geografie. V určité fázi vývoje se nicméně osamostatnily tím, že si začaly data sbírat samy (začaly mít schopnost si je samy sbírat, zjišťovat, ověřovat atp.). Tento jev se výrazně projevil především po určité informační revoluci v 80. a především 90. letech 20. století. To, co původně představovalo silnou stránku, se změnilo ve slabinu regionální geografie. Objevují se pokusy ji revitalizovat , a tím se míní především schopnost ukazovat a zkoumat vazby mezi dílčími systematickými geografiemi. Měla by využít svou komplexnost a v podstatě se snažit pojmout všechny hraniční disciplíny tak, aby byla schopna popsat vztahy mezi fakty různých systematických disciplín. Zjednodušeně: měla by dokázat popisovat prostorové jevy a skutečnosti (složky krajiny) tak, aby vytvářely navzájem propojený celek.